# Usia hyalipennis
Usia hyalipennis är en tvåvingeart som först beskrevs av Seguy 1941.  Usia hyalipennis ingår i släktet Usia och familjen svävflugor.
Artens utbredningsområde är Marocko. Inga underarter finns listade i Catalogue of Life.